# Alicia Witt
Alicia Roanne Witt (Worcester, Massachusetts; 21 de agosto de 1975) es una actriz, cantante, modelo y músico estadounidense. Es conocida por interpretar a Nola Falacci en Law & Order: Criminal Intent.

## Biografía

### Primeros años
Witt nació en Worcester (Massachusetts), hija de Diane Pietro, una maestra de secundaria, y Robert Witt, un fotógrafo y maestro de ciencias (ambos fallecidos en 2021). Tiene un hermano, Ian. Witt fue descubierta por David Lynch en el programa de televisión That's Incredible! en 1980. Lynch la seleccionó para que interpretara a Alia Atreides en la película Dune. Posteriormente, Witt abandonó Hollywood para concentrarse en sus estudios. Fue educada en el hogar por sus padres.
A los dos años podía hablar y a los cuatro, leer. Se la consideró una niña prodigio. A los 14 años, obtuvo su diploma de secundaria. Poco después, se mudó a Hollywood con su madre para iniciar una carrera como actriz a tiempo completo. Lynch creó el papel de Gersten Hayward especialmente para ella en la serie Twin Peaks. También le dio un papel en Blackout, un episodio de la miniserie de HBO Hotel Room

### Carrera
Durante ese tiempo, Witt trabajó tocando el piano en el Beverly Wilshire Hotel. Interpretó pequeños papeles en Liebestraum, Bodies, Rest & Motion y en el telefilme The Disappearance of Vonnie. En 1994 obtuvo su primer rol protagónico en un filme, interpretando a una adolescente trastornada en Fun. Por esta actuación obtuvo el Reconocimiento Especial del Jurado en el Festival de Cine de Sundance y fue nominada al Premio a la mejor actriz en los Independent Spirit Awards. Su interpretación también hizo que Madonna la recomendara para interpretar a su hija en el segmento "The Missing Ingredient" de la película Four Rooms.
Witt obtuvo mayor atención cuando recibió el papel de Zoey Woodbine en la serie Cybill. Entre cada temporada, Witt actuó en varios filmes, incluyendo Mr. Holland's Opus, Citizen Ruth, The Reef y Bongwater. Luego de que Cybill fuera cancelada, Witt obtuvo el papel protagónico en la película de terror Urban Legend. También iba a prestar su voz en una adaptación del cómic Gen¹³; sin embargo, el estudio abandonó el proyecto antes que este fuera terminado.
En 2000, Witt tuvo papeles protagónicos en los programas televisivos Ally McBeal y Los Soprano y en la película Playing Mona Lisa. También realizó un papel de reparto en la película de John Waters Cecil B. Demented. Asimismo, tuvo su debut teatral en el musical de Robbie Fox The Gift en el Teatro Tiffany en Los Ángeles.
Durante los siguientes años, su carrera como actriz disminuyó. Tuvo un papel pequeño interpretando a una secretaria en Vanilla Sky. También participó en la película experimental llamada Ten Tiny Love Stories y en el filme American Girl.
En 2002 apareció en la comedia romántica Amor con preaviso junto a Hugh Grant y Sandra Bullock. Entre 2003 y 2004, Witt estuvo viviendo en el Reino Unido. En 2005 actuó en The Upside of Anger. También participó en una producción de la obra de Neil LaBute The Shape of Things. Entre estos dos proyectos, Witt viajó a Sudáfrica para interpretar a Kriemhild en el telefilme alemán Ring of the Nibelungs, basado en el Cantar de los nibelungos.
En septiembre de 2006, Witt regresó a la escena teatral, interpretando a Abigail en la obra Piano/Forte en el Royal Court Theatre.
Witt se unió al elenco de Law & Order: Criminal Intent durante la temporada 2007-2008 interpretando a la Detective Nola Falacci, un personaje que es reemplazo temporal de Megan Wheeler, interpretada por Julianne Nicholson.

## Filmografía

### Cine
| Año  | Título                 | Rol               | Notas                                     |
| ---- | ---------------------- | ----------------- | ----------------------------------------- |
| 1984 | Dune                   | Alia Atreides     | Acreditada como Alicia Roanne Witt        |
| 1991 | Liebestraum            | Niña en sueño     |                                           |
| 1993 | Bodies, Rest & Motion  | Elizabeth         |                                           |
| 1994 | Fun                    | Bonnie            |                                           |
| 1995 | Four Rooms             | Kiva              | Segmento: "The Missing Ingredient"        |
| 1995 | Mr. Holland's Opus     | Gertrude Lang     |                                           |
| 1996 | Citizen Ruth           | Cheryl Stoney     |                                           |
| 1997 | Bongwater              | Serena            |                                           |
| 1998 | Urban Legend           | Natalie Simon     |                                           |
| 1999 | The Reef               | Sophy Viner       |                                           |
| 2000 | Playing Mona Lisa      | Claire Goldstein  |                                           |
| 2000 | Cecil B. Demented      | Cherish           |                                           |
| 2000 | Gen¹³                  | Caitlin Fairchild | Video; voz                                |
| 2001 | Vanilla Sky            | Libby             |                                           |
| 2001 | Ten Tiny Love Stories  | Two               |                                           |
| 2002 | American Girl          | Barbie            |                                           |
| 2002 | Two Weeks Notice       | June Carver       |                                           |
| 2003 | The Twilight Zone      | Liz               | Episodio: "The Executions of Grady Finch" |
| 2004 | Girls' Lunch           |                   | Cortometraje                              |
| 2005 | The Upside of Anger    | Hadley Wolfmeyer  |                                           |
| 2006 | Last Holiday           | Srta. Burns       |                                           |
| 2007 | 88 Minutes             | Kim Cummings      |                                           |
| 2010 | The Pond               | Shelly            | Cortometraje                              |
| 2010 | Peep World             | Amy               |                                           |
| 2011 | The Flight of the Swan | Maria             |                                           |
| 2011 | Joint Body             | Michelle Page     |                                           |
| 2012 | Cowgirls n' Angels     | Elaine Clayton    |                                           |
| 2012 | Bending the Rules      | Roslyn Wohl       |                                           |
| 2012 | I Do                   | Mya Edwards       |                                           |
| 2013 | Weiner Dog Nationals   | Melanie           |                                           |
| 2013 | A Madea Christmas      | Amber             |                                           |
| 2014 | Away From Here         | Lily              |                                           |
| 2016 | Six LA Love Stories    | Michelle          |                                           |
| 2017 | The Bronx Bull         | Denise            |                                           |
| 2018 | Mississippi Requiem    | Minnie            |                                           |
| 2018 | Spare Room             | Ginny             |                                           |
| 2020 | I Care a Lot           | Dra. Karen Amos   |                                           |
| 2020 | Modern Persuassion     | Wren Cosgrove     |                                           |
| 2021 | Fuzzy Head             | Madre             |                                           |
| 2022 | Alice                  | Rachel            |                                           |
| 2024 | Longlegs               | Ruth Harker       |                                           |

### Televisión
| Año     | Título                        | Rol                            | Notas                                  |
| ------- | ----------------------------- | ------------------------------ | -------------------------------------- |
| 1990    | Twin Peaks                    | Gersten Hayward                | Episodio 2.1                           |
| 1993    | Hotel Room                    | Diane                          | Episodio: "Blackout"                   |
| 1994    | The Disappearance of Vonnie   | Janine                         | Película                               |
| 1995–98 | Cybill                        | Zoey Woodbine                  | Personaje principal (87 episodios)     |
| 2000    | Ally McBeal                   | Hope Mercey                    | 2 episodios                            |
| 2000    | The Sopranos                  | Amy Safir                      | Episodio: "D-Girl"                     |
| 2004    | Dark Kingdom: The Dragon King | Kriemhild                      | Película                               |
| 2007    | Blue Smoke                    | Reena Hale                     | Película                               |
| 2007    | Law & Order: Criminal Intent  | Det. Nola Falacci              | 5 episodios                            |
| 2008    | Wainy Days                    | Laura                          | Episodio: "Shelly II"                  |
| 2008    | Puppy Love                    | Claire                         | Serie                                  |
| 2008    | Two and a Half Men            | Dolores Pasternak              | Episodio: "A Jock Strap in Hell"       |
| 2009–12 | The Mentalist                 | Rosalind Harker                | 3 episodios                            |
| 2009–11 | Friday Night Lights           | Cheryl                         | 9 episodios                            |
| 2010    | Edgar Floats                  | Sandra                         | Película                               |
| 2010    | Backyard Wedding              | Kim Tyler                      | Película                               |
| 2011    | CSI: Miami                    | Michelle Baldwin               | Episodio: "Blood Lust"                 |
| 2012    | Nashville                     | Autumn Chase                   | Recurrente; 11 episodios               |
| 2012    | Person of Interest            | Connie Wyler                   | Episodio: "The High Road"              |
| 2013    | A Very Merry Mix-Up           | Alice Chapman                  | Película de Hallmark Channel           |
| 2013    | A Snow Globe Christmas        | Meg                            | Película                               |
| 2014    | Kingdom                       | Melanie                        | Episodio: "Flowers"                    |
| 2014    | Justified                     | Wendy Crowe                    | 10 episodios                           |
| 2014    | Christmas at Cartwright's     | Nicky Talbot                   | Película de Hallmark Channel           |
| 2014    | The Librarians                | Lucinda McCabe / Morgan le Fay | Episodio: "And the Rule of Three"      |
| 2015    | House of Lies                 | Maya                           | Showtime; 2 episodios                  |
| 2015    | Elementary                    | Dana Powell                    | Episodio: "When Your Number's Up"      |
| 2015    | I'm Not Ready for Christmas   | Holly Nolan                    | Película                               |
| 2016    | The Walking Dead              | Paula                          | 2 episodios (1 episodio voz)           |
| 2016    | Motive                        | Cindy Vernon                   | 1 episodio                             |
| 2016    | Nashville                     | Autumn Chase                   | 6 episodios                            |
| 2016    | Christmas List                | Isobel Gray                    | Película                               |
| 2017    | Supernatural                  | Lily Sunder                    | Episode:"Lily Sunder Has Some Regrets" |
| 2017    | The Exorcist                  | Nikki Kim                      | 6 episodios                            |
| 2017    | Twin Peaks                    | Gersten Hayward                | 2 episodios                            |
| 2018    | Disjointed                    | Rosie Bush                     | Episodio: "Helium Dream"               |
| 2019    | Orange is the New Black       | Zelda                          | 6 episodios                            |
| 2020-22 | Stargirl                      | Maggie Shaw                    | 2 episodios                            |
| 2023    | The Masked Singer             | Dandelion                      | 2 episodios                            |